# Blue Mountain Fire Observation Station
La Blue Mountain Fire Observation Station est une tour de guet du comté de Hamilton, dans l'État de New York, dans le nord-est des États-Unis. Située à 1 146 mètres d'altitude dans les Adirondacks, elle est protégée dans la Blue Mountain Wild Forest. Construite en 1917, elle est inscrite au Registre national des lieux historiques depuis le 23 septembre 2001.